# 坤徳ひとみ
坤徳 ひとみ（こんとく ひとみ、1973年12月28日 - ）は、元山陽放送 (RSK) のアナウンサー。

## 来歴
福岡県北九州市出身。西南女学院高等学校、福岡大学人文学部フランス語学科卒業。
1996年に山陽放送に入社し、同期の高畑誠、西田多江、森下真由美、米澤秀敏とともに同局のアナウンサーになる。
2005年に山陽放送を退社。退社してからも、RSKラジオ『こんとくなっとく!人生一本勝負』のパーソナリティを務めていた。
2007年9月にアナウンサーを引退。

## 担当番組

### テレビ番組
- ハマイエてれび回覧板[1]
- オトナの時間〜今夜もブリブリ[2]
- 桃の湯'98-'99[4]
- エクスプレス（TBS）[3]
- 山陽TVイブニングニュース[3]
- 発掘！スクバラ はぴデリ[4]
- ウォッチ!（TBS） - 中継担当[6]

### ラジオ番組
- サンデーベスト[1]
- 歌のない歌謡曲[2]
- おはようネットワーク[4]
- こんとくなっとく!人生一本勝負 - 山陽放送退社後に出演。